# José Peseiro
José Vítor dos Santos Peseiro (n. 4 aprilie 1960, Coruche⁠(d), Lezíria do Tejo Subregion⁠(d), Portugalia) este un antrenor de fotbal portughez și fost jucător care a jucat ca atacant .
După o carieră modestă ca jucător, a continuat să antreneze mai multe cluburi din țara sa, printre care Sporting CP – pe care l-a dus în finala Cupei UEFA din 2005  – și Porto . De asemenea, a lucrat intens în națiunile arabe, fiind responsabil de echipa națională a Arabiei Saudita 

## Cariera de joc
Născut în Coruche , districtul Santarém , Peseiro nu a jucat niciodată în Liga 2 mai mare ca profesionist, începând cu Sport Lisboa e Cartaxo în 1979. În acea competiție, a reprezentat Amora FC , Clube Oriental de Lisboa , GD Samora Correia și SCU Torreense . , pentru un total de cinci sezoane.
Peseiro, în vârstă de 34 de ani, sa retras la sfârșitul sezonului 1993–94 în divizia a patra , cu clubul local União de Santarém . 

## Cariera de antrenor

### Începuturi
Peseiro și-a petrecut primii opt ani ca antrenor în nivelurile trei și patru ale fotbalului portughez, începând ca jucător-antrenor la ultima sa echipă.  În vara anului 1999 a fost numit la CD Nacional , pe care a contribuit la promovarea în Primeira Liga în doar trei sezoane .  În 2002–03 , el a condus echipa pe o poziție finală a 11-a.
În 2003–04 , Peseiro l-a asistat pe Carlos Queiroz la Real Madrid .  La sfârșitul campaniei, după ce echipa a pierdut un avantaj considerabil pe tabelă pentru a fi în cele din urmă depășită de Valencia CF , FC Barcelona și Deportivo de La Coruña , perechea a fost demisă,  iar acesta din urmă a revenit la el. post de asistent la Manchester United .

### Sporting CP
Peseiro a semnat cu Sporting CP pentru 2004–05 . După ce a strâns trei înfrângeri și două egaluri în primele nouă jocuri la conducere, echipa a terminat în cele din urmă pe locul trei cu 61 de puncte, la patru în spatele campioanei SL Benfica ;  în plus, el a antrenat echipa până la locul secund în Cupa UEFA, după ce a renunțat la Feyenoord , Middlesbrough și Newcastle United . Finala s-a jucat pe Estádio José Alvalade , iar după un avans de 1-0 la pauză , gazdele au cedat în cele din urmă în fața PFC CSKA Moscova .3–1. 
La începutul sezonului 2005-2006 , Leii au fost înlăturați din UEFA Champions League de Udinese Calcio  și , după ce au fost retrogradați în Cupa UEFA, au fost imediat eliminați de Halmstads BK cu 4–4 la total, după un scor 2. -3 pierderi pe teren propriu.  Pe 16 octombrie 2005, în urma unei înfrângeri cu 0-1 pe teren propriu cu Académica de Coimbra , care l-a văzut pe Sporting coborând pe poziția a șaptea, el a demisionat. 

### Rapid Bucuresti
În extrasezonul din 2007, Peseiro a fost numit manager al Panathinaikos FC .  După ce nu a reușit să câștige Super League Grecia și, de asemenea, a pierdut cu 4-0 cu vecinul Olympiacos FC în cupa națională , a fost forțat să demisioneze. 
În iunie 2008, Peseiro a semnat un contract pe trei ani cu clubul românesc FC Rapid București . Pe 2 octombrie, după ce a fost eliminat din Cupa UEFA de către VfL Wolfsburg , a fost demis  pentru a fi repus câteva zile mai târziu;  a demisionat în cele din urmă pe 12 ianuarie 2009, după ce nu a reușit să cadă de acord asupra unui nou acord. 
Peseiro l-a succedat lui Nasser Al-Johar la conducerea echipei naționale a Arabiei Saudite în 2009, în timpul campaniei de calificare la Cupa Mondială FIFA 2010 . Primul său joc a avut loc pe 28 martie și s-a încheiat cu o victorie cu 2-1 în deplasare împotriva Iranului , care a fost prima victorie a primului în acea țară și prima înfrângere a celui din urmă în aproape 40 de meciuri acasă; în cele din urmă, națiunea nu a reușit să ajungă în finala din Africa de Sud , iar pe 10 ianuarie 2011 a fost eliberat de atribuții după ce a pierdut primul meci din Cupa Asiei AFC împotriva Siriei . 

### Braga
Pe 3 iunie 2012, Peseiro a fost numit la SC Braga .  Prima sa semnătură importantă a fost internaționalul portughez Rúben Micael ,  și a calificat clubul în faza grupelor din Liga Campionilor pentru a doua oară în istoria sa, după ce l-a înlăturat pe Udinese la penaltyuri . 
La sfârșitul campaniei , în ciuda câștigării Taça da Liga și clasat pe locul patru în ligă, Braga și Peseiro au ajuns la un acord pentru a rezilia contractul managerului. 

### Al-Wahda și Al-Ahly
Între 11 noiembrie 2013 și 11 ianuarie 2015, Peseiro a lucrat cu Al Wahda FC în UAE Pro League . La 9 octombrie a acestui din urmă an, Al Ahly SC și-a anunțat semnarea; la aflarea veștii, fanii acestuia din urmă au protestat împotriva deciziei bazate pe CV -ul său slab . 

### Întoarcere în Portugalia
Pe 18 ianuarie 2016, după ce a rupt legăturile cu echipa egipteană, Peseiro l-a înlocuit pe Julen Lopetegui la FC Porto .  Chiar dacă a treia poziție pe care o ocupa echipa la momentul demiterii spaniolului era încă asigurată , acesta a acumulat mai multe pierderi decât predecesorul său  și a pierdut și finala Taça de Portugal în fața fostei echipe Braga, la penalty-uri. . 
Pe 6 iunie 2016, Peseiro a semnat un contract pe doi ani tocmai cu Braga.  Pe 14 decembrie, în urma unor înfrângeri consecutive pe teren propriu care au dus la eliminarea din Europa League și , respectiv, din Cupa Portugaliei , în mâinile lui FC Shakhtar Donețk (2–4) și SC Covilhã (1–2), a fost concediat. 
Peseiro a revenit în Emiratele Arabe Unite în ianuarie 2017 cu Sharjah FC și a fost demis nouă luni mai târziu, după un început prost al noului sezon .  În februarie următoare, a plecat acasă pentru a semna un contract la Vitória SC până în iunie 2019,  pe care l-a reziliat de comun acord cu un an mai devreme. 
În iulie 2018, Peseiro s-a întors la Sporting după 13 ani deplasare, preluând frâiele unui club care pierduse câțiva jucători cheie în urma violenței fanilor și al cărui antrenor anterior Siniša Mihajlović a rezistat nouă zile în funcție.  Pe 1 noiembrie, în urma performanțelor generale slabe și a unei înfrângeri cu 1–2 pe teren propriu împotriva GD Estoril Praia pentru faza grupelor din Taça da Liga , a fost eliberat de atribuții. 

### Venezuela
Peseiro a revenit în funcțiile echipei naționale pe 4 februarie 2020, fiind numit de Venezuela după demisia lui Rafael Dudamel .  El și-a făcut debutul pe 9 octombrie într-o înfrângere cu 3-0 în deplasare cu Columbia în calificarea la Cupa Mondială FIFA 2022 ; adversarii au fost conduși de compatriotul Carlos Queiroz . 
La Copa America 2021 din Brazilia, Venezuela a fost eliminată din faza grupelor cu două egaluri și două înfrângeri; Peseiro a fost lăudat de expertul Tim Vickery pentru obținerea acestor rezultate, în ciuda unui val de infecții cu COVID-19 și a restricțiilor de călătorie legate de virus, care l-au ținut pe Salomón Rondón în China.  El a demisionat în august, nefiind plătit de mai bine de un an pe fondul crizei economice a țării din America de Sud . 

### Nigeria
Pe 29 decembrie 2021, Peseiro l-a înlocuit pe Gernot Rohr la cârma echipei naționale nigeriene .  La începutul noului an, a călătorit cu echipa la Cupa Africii a Națiunilor din 2021 din Camerun, dar strict ca „observator”, în timp ce managerul interimar, Augustine Eguavoen , a condus echipa în optimile de finală;  înțelegerea a căzut în cele din urmă, deoarece Eguavoen a fost reținut la sfârșitul turneului. În mai 2022, Federația Nigeriană de Fotbal are numele noului său antrenor național și José Peseiro este selectat să antreneze echipa de fotbal nigeriană.

## Statistici manageriale
De la meciul disputat pe 27 iunie 2021
| Echipă            | Nat   | Din               | La                | Record | Record | Record | Record | Record | Record | Record | Record     | Ref |
| Echipă            | Nat   | Din               | La                | G      | W      | D      | L      | GF     | GA     | GD     | Victorie % | Ref |
| ----------------- | ----- | ----------------- | ----------------- | ------ | ------ | ------ | ------ | ------ | ------ | ------ | ---------- | --- |
| oriental          |       | 29 octombrie 1996 | 2 iunie 1999      | 103    | 51     | 26     | 26     | 136    | 103    | +33    | 49,51      |     |
| Nacional          |       | 2 iunie 1999      | 25 iunie 2003     | 148    | 68     | 40     | 40     | 234    | 182    | +52    | 45,95      |     |
| Sporting CP       |       | 3 iunie 2004      | 18 octombrie 2005 | 63     | 34     | 10     | 19     | 118    | 74     | +44    | 53,97      |     |
| Al Hilal          |       | 4 iunie 2006      | 10 ianuarie 2007  | 14     | 10     | 2      | 2      | 22     | 10     | +12    | 71,43      |     |
| Panathinaikos     |       | 5 iunie 2007      | 15 mai 2008       | 46     | 30     | 10     | 6      | 74     | 32     | +42    | 65,22      |     |
| Rapid București   |       | 3 iunie 2008      | 2 octombrie 2008  | 11     | 4      | 2      | 5      | 12     | 11     | +1     | 36,36      |     |
| Rapid București   |       | 9 octombrie 2008  | 12 ianuarie 2009  | 9      | 6      | 3      | 0      | 17     | 8      | +9     | 66,67      |     |
| Arabia Saudită    |       | 18 februarie 2009 | 10 ianuarie 2011  | 31     | 12     | 12     | 7      | 35     | 22     | +13    | 38,71      |     |
| Braga             |       | 3 iunie 2012      | 29 mai 2013       | 47     | 23     | 8      | 16     | 84     | 64     | +20    | 48,94      |     |
| Al Wahda          |       | 11 noiembrie 2013 | 11 ianuarie 2015  | 43     | 20     | 13     | 10     | 77     | 61     | +16    | 46,51      |     |
| Al Ahly           |       | 9 octombrie 2015  | 18 ianuarie 2016  | 12     | 8      | 2      | 2      | 22     | 10     | +12    | 66,67      |     |
| Porto             |       | 21 ianuarie 2016  | 30 mai 2016       | 22     | 13     | 1      | 8      | 38     | 26     | +12    | 59.09      |     |
| Braga             |       | 6 iunie 2016      | 15 decembrie 2016 | 23     | 11     | 5      | 7      | 39     | 30     | +9     | 47,83      |     |
| Sharjah           |       | 1 ianuarie 2017   | 16 octombrie 2017 | 21     | 3      | 8      | 10     | 24     | 36     | −12    | 14.29      |     |
| Vitória Guimarães |       | 28 februarie 2018 | 16 mai 2018       | 10     | 4      | 2      | 4      | 13     | 10     | +3     | 40.00      |     |
| Sporting CP       |       | 1 iulie 2018      | 1 noiembrie 2018  | 14     | 9      | 1      | 4      | 24     | 14     | +10    | 64,29      |     |
| Venezuela         |       | 4 februarie 2020  | 20 august 2021    | 10     | 1      | 3      | 6      | 5      | 15     | −10    | 10.00      |     |
| Total             | Total | Total             | Total             | 627    | 307    | 148    | 172    | 974    | 708    | +266   | 48,96      | —   |

## Onoruri
Nacional
- Segunda Divizie : 1999–00
- Cupa AF Madeira : 2001–02

Sporting CP
- Vicecampion în Cupa UEFA : 2004–05

Braga
- Taça da Liga : 2012–13

Al Ahly
- Premier League egipteană : 2015–16

Porto
- vicecampionul Taça de Portugal : 2015–16